# BK Ume-Trixa
BK Ume-Trixa, bildad 1981, är en sportklubb i Umeå. Klubben har spelat flera säsonger i Sveriges högstadivision i bandy för damer. Numera bedriver klubben istället ishockey för damer.

## Historia

### Rinkbandyåren
Vid bildandet 1981 handlade det om ett "kompisgäng" som spelade hockeybockey. Laget utökades, och gick så småningom över till att spela rinkbandy och bandy. Inom rinkbandyn skördade laget stora framgångar, 1984 vann man SM-guld och fick åka till Lillehammer och spela mot de övriga topplagen i världen.

### Bandyåren
Från slutet av 1980-talet tog damlaget i bandy en plats i Sveriges högstadivision, där man gjorde sju säsonger. I början av 1990-talet hade BK Ume-Trixa flera lovande unga flickor, vilka vann flick-SM två år i rad. Klubben fick då även fram några av sin samtids bästa kvinnliga bandyspelare, bland annat Carola Långström, Anna-Maria "Limpan" Lindberg och Anneli Persson som alla hade framgångar i svenska landslaget.

### Ishockeyåren
Några år senare tynande bandyintresset, och med mildare klimat blev det allt svårare att spela bandy och att få ihop en spelartrupp. Klubben drog sig ur den dåvarande Elitserien inför säsongen 1998/1999.
Efter en träningsmatch mot IF Björklöven i ishockey för damer bestämde sig klubben för att börja spela ishockey istället. Det första året, 1998, lyckades laget genom bland annat framgångsrik skridskoåkning sluta tvåa i sin serie efter MODO Hockey. De kommande åren utvecklats laget, med nya spelare. Även ungdomssatsningen gav framgångsrika resultat, i nya talanger.
År 2000 gick klubben ihop med IF Björklövens damlag, och man slutade på fjärde plats i Elitserien som bästa resultat. Därefter startade IF Björklöven återigen upp sin damverksamhet, och lagen spelade nu i samma serie. Inför säsongen 2002/2003 slogs lagen, vars spelartrupper var tunna, samman igen och man gick till slutspel.
Från 2003 ökade intresset för ishockey i Umeå, och lagen kunde återigen spela var för sig. Säsongen 2005/2006 hade klubben ett representationslag i Division 1 norra, och ett utvecklingslag som bildats i ett nära samarbete med IF Björklöven. 
Numera har såväl BK Ume-Trixa som IF Björklöven även flicklag i ishockey.

### Fotnoter
1. ↑  ”Maratontabell”. Svenska Bandyförbundet. Arkiverad från originalet den 31 juli 2021. https://web.archive.org/web/20210731221133/https://old.svenskbandy.se/globalassets/svenska-bandyforbundet/pdf-filer/tavling--resultat/damallsvenskan/maratontabell-elitserien-dam-20201203.pdf. Läst 1 augusti 2021.